# Pseudocereali
Gli pseudocereali sono piante non monocotiledoni (come le Graminacee considerate i "veri" cereali), ma dicotiledoni, che producono frutti i quali macinati danno una farina utilizzata per farne pane e altri cibi. Sono pseudocereali il grano saraceno, l'amaranto, la quinoa, la chia.

## Descrizione

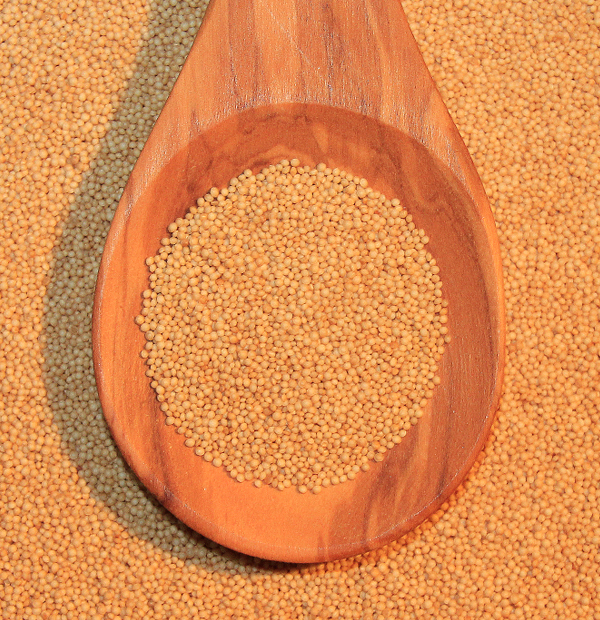
Amaranto
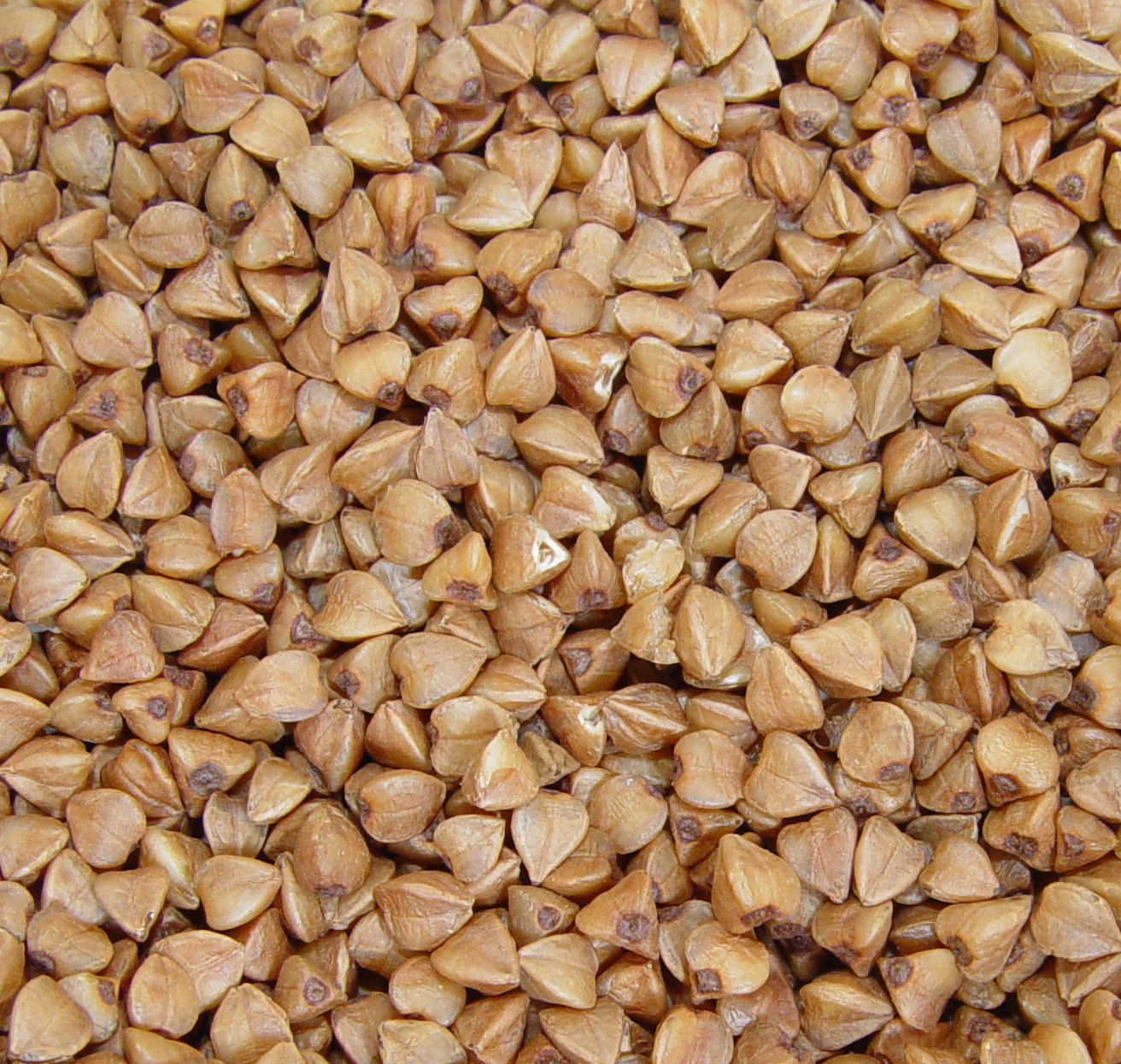
Grano saraceno
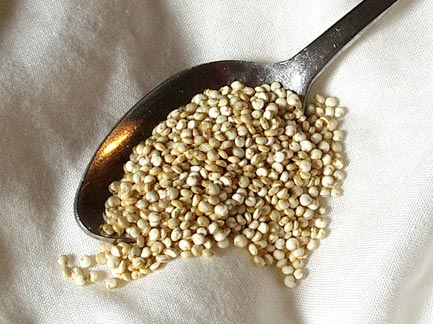
Quinoa